# Töre
Töre – miejscowość (tätort) w Szwecji, w regionie administracyjnym (län) Norrbotten, w gminie Kalix.
Według danych Szwedzkiego Urzędu Statystycznego liczba ludności wyniosła: 1051 (31 grudnia 2015), 1042 (31 grudnia 2018) i 1029 (31 grudnia 2019).